# Grønhøj
Grønhøj är en ort i Danmark.   Den ligger i Viborgs kommun och Region Mittjylland.
Närmaste större samhälle är Viborg, 15 km nordost om Grønhøj.  